# Ulrich Roth
Ulrich „Uli“ Roth (* 15. Februar 1962 in Heidelberg) ist ein ehemaliger deutscher Handballspieler.

## Karriere

### Handball
Ulrich Roth begann in seiner Jugend gemeinsam mit seinem Zwillingsbruder Michael in Leutershausen an der Bergstraße mit dem Handballspielen bei der SG Leutershausen, für die er später auch in der 2. Handball-Bundesliga auflief. 1982 wechselte er zum Erstligisten MTSV Schwabing, mit dem er in der Saison 1985/86 Vizemeister wurde und den DHB-Pokal gewann. Von 1987 bis 1990 spielte der 1,96 Meter große Kreisläufer beim TV Großwallstadt, mit dem er 1989 erneut den DHB-Pokal gewann und in der Saison 1989/1990 deutscher Meister wurde. Anschließend ging er zurück zur zwischenzeitlich in die erste Liga aufgestiegenen SG Leutershausen, mit der er in der Saison 1991/1992 Vizemeister wurde.
Ulrich Roth wurde 1983 Vize-Weltmeister mit der Junioren-Nationalmannschaft. Für die deutsche Männer-Handballnationalmannschaft bestritt er 151 Länderspiele, in denen er 290 Tore warf. Er nahm an den Olympischen Spielen 1984 in Los Angeles teil, wo er eine Silbermedaille gewann, sowie an der Weltmeisterschaft 1986.

### Beruf
Von 1997 bis 2017 war Ulrich Roth der Manager der Musikgruppe Pur. Aktuell ist er Geschäftsführer einer Managementagentur. Er war 2. Vorsitzender  und sportlicher Leiter der SG Leutershausen. Auch war er Marketing-Chef der Spielbetriebs-GmbH der SG Leutershausen. Roth ist Berater vom Trainer der Rheinickendorfer Füchse, Jaron Siewert.

## Sonstiges
Uli Roths Vater Oskar Roth nahm als 63-facher Basketballnationalspieler an vier Basketball-Europameisterschaften teil, gewann neun deutsche Basketballmeisterschaften (3 mal mit dem Heidelberger Turnerbund, 6 mal mit dem USC Heidelberg), und wurde als Handballspieler 1966 deutscher Vizemeister mit der SG Leutershausen.
2009 erkrankten Ulrich Roth und sein Bruder Michael nahezu gleichzeitig an Prostatakrebs. Sie verarbeiteten die Erkrankung in dem Buch Unser Leben – Unsere Krankheit.
Im November 2020 zog er sich bei der Sendung Showtime of my Life – Stars gegen Krebs des Senders VOX aus, um auf die Dringlichkeit der Krebsvorsorge aufmerksam zu machen. Die Sendung wurde im Februar 2021 ausgestrahlt.

## Schriften
- Uli Roth, Michael Roth, Udo Ludwig: Unser Leben – unsere Krankheit. ZS, München 2009, ISBN 978-3-89883-263-2.
- Uli Roth, Michael Roth, Udo Ludwig: Hurra, dass wir noch leben!, ZS Verlag, München 2020, ISBN 978-3-96584-070-6